# شینهورن
شینهورن (به لاتین: Schinhorn) یک کوه در سوئیس است که در کانتون وله واقع شده‌است. شینهورن ۳٬۷۹۷ متر بالاتر از سطح دریا واقع شده‌است.